# JiR
A JiR Team Scot, é uma das três equipas satélites da Honda. Tal como as outras, esta também compete no campeonato do mundo de MotoGP com a Honda RC212V. Nesta equipa está o piloto americano [[
Andrea Dovizioso John Hopkins]] que conduz com pneus Michelin tal como Nicky Hayden da Repsol Honda, mas diferente do companheiro de equipa de Hayden, Dani Pedrosa, Alex De Angelis e Shinya Nakano da Honda Gresini e Randy De Puniet da LCR Honda, todos conduzem a mesma mota de Dovizioso mas com pneus Bridgestone. Dovizioso foi campeão do mundo de 125cc em 2004 ao comando da mesma mota, mas não nesta equipa que nunca venceu nenhum campeonato do mundo. Neste momento Dovizioso está no 5º lugar. No próximo ano Dovizioso erá substituír Hayden na Repsol Honda que irá para a Ducati Marlboro, e assim será companheiro de equipa de Pedrosa seu antigo rival nas 125cc.